# ناحیه عین فارس
ناحیه عین فارس (به عربی: دائرة عین فارس) یک ناحیه‌ در الجزایر است که در استان معسکر واقع شده‌است.